# Katholische Arbeitnehmer-Bewegung
Die Katholische Arbeitnehmer-Bewegung (KAB) ist ein Sozialverband in Deutschland, Österreich und der Schweiz, der seine Wurzeln in der christlichen Arbeiterbewegung des 19. Jahrhunderts hat. Sie entstand in Deutschland aus dem Zusammenschluss von Arbeitervereinen durch Unterstützung des Mainzer Bischofs Wilhelm Emmanuel von Ketteler. Die KAB ist Teil der Weltbewegung Christlicher Arbeiter (WBCA) und steht in der Tradition der katholischen Arbeitervereine des 19. Jahrhunderts. Nach eigenen Angaben verfügt sie über 75.000 oder (an anderer Stelle) über 80.000 Mitglieder.

## Deutschland

### Geschichte

#### 19. und frühes 20. Jahrhundert
Der erste katholische Arbeiterunterstützungsverein wurde von Wilhelm Emmanuel von Ketteler 1849 in Regensburg gegründet. Ausdrückliche Anerkennung und Orientierung erhielten die katholischen Arbeitervereine durch das erste große Sozialrundschreiben Rerum novarum von Papst Leo XIII. im Jahre 1891. In diesem Jahr erfolgte im süddeutschen Raum der Zusammenschluss zum Verband Süddeutscher Katholischer Arbeitervereine. Die Arbeitervereine in Mittel- und Ostdeutschland sowie in der Diözese Trier schlossen sich 1897 im Verband der katholischen Arbeitervereine „Sitz Berlin“ zusammen. 1903 wurde der „Westdeutsche Verband der katholischen Arbeiter-, Arbeiterinnen- und Knappenvereine“ gegründet.

#### Auflösung durch die NS-Diktatur und Verfolgung katholischer Arbeiterführer
Nach der Machtergreifung der Nationalsozialisten im Jahre 1933 wurden die Arbeitervereine reihenweise verboten und viele Vereine verloren ihren Besitz. Die Westdeutsche Arbeiterzeitung, das Organ der Westdeutschen Arbeitervereine, wurde verboten. Von den Bischöfen, die es bei verhaltenen verbalen Protesten gegen die Auflösung der Vereine belassen hatten, verlangten die Verbandsleitungen daraufhin Rückhalt und energischere Schritte – vergebens.
Die damalige Leitung des Westdeutschen Verbandes, der Arbeitersekretär Bernhard Letterhaus, Verbandspräses Otto Müller und der Redakteur der Westdeutschen Arbeiterzeitung Nikolaus Groß, wurden im Zuge der Verhaftungen nach dem Attentat vom 20. Juli 1944 festgenommen. Groß und Letterhaus hatten Kontakt zum Goerdeler-Widerstandskreis. In Schein- und Schauprozessen des Volksgerichtshofs unter Vorsitz des Richters Roland Freisler wurden Groß und Letterhaus zum Tode verurteilt. Letterhaus wurde am 15. November 1944 und Groß am 23. Januar 1945 in Plötzensee hingerichtet. Präses Müller wurde am 18. September 1944 verhaftet. Man brachte ihn ins Strafgefängnis Tegel, wo er erkrankte. Er starb einen Monat später am 12. Oktober 1944 im Staatsgefängnis der Polizei. Der ehemalige KAB-Sekretär in der Diözese Augsburg, Hans Adlhoch, wurde nach dem Stauffenberg-Attentat ebenfalls verhaftet und kam ins KZ Dachau. Auf dem sogenannten Todesmarsch Ende April erkrankte er. Kurz nach der Befreiung erlag er seiner Krankheit in einem Münchener Lazarett.

#### Katholische Arbeitervereine und Werkvolk nach 1945
Nach Kriegsende fanden sich in Westdeutschland vielerorts die von den Nationalsozialisten aufgelösten Katholischen Arbeitervereine wieder zusammen. Was nicht gelang, war die Wiederbegründung der Katholischen Werkjugend, des Jugendverbandes der Arbeitervereine, da einige Bischöfe stattdessen den Aufbau der Christlichen Arbeiterjugend (CAJ) unterstützten und jegliche Konkurrenz zwischen zwei Jugendverbänden der katholischen Arbeiterbewegung verhindern wollten. Im süddeutschen Bereich erfolgte 1947 ein Neubeginn der ehemaligen Arbeitervereine unter dem Namen „Werkvolk – Süddeutscher Verband katholischer Arbeitnehmer“.

#### KAB als Dachverband
Am 22. und 23. Mai 1971 kamen der süddeutsche und der westdeutsche Verband sowie der Landesverband Rottenburg-Stuttgart zum 1. Bundesverbandstag in Würzburg zusammen und gründeten den Bundesverband der Katholischen Arbeitnehmer-Bewegung als Dachverband. Der Ehrengast beim 1. Bundesverbandstag war Erzbischof Hélder Câmara, der vor 10.000 Teilnehmern sprach. Aus dem Werkvolk wurde die Katholische Arbeitnehmer-Bewegung.
Nach der Gründung des neuen Bundesverbandes, des KAB Deutschlands e. V. am 3. Oktober 2003 lösten sich die Regionalverbände auf und wurden in den KAB Deutschlands e. V. überführt. Im März 2014 trat eines der drei Mitglieder der Bundesleitung, der Bundesvorsitzende Georg Hupfauer, aufgrund von Ermittlungen wegen des Vorwurfs des Besitzes kinderpornografischer Bilder zurück.

### Inhaltliche Schwerpunkte
2012 schloss sich die KAB dem Bündnis Umfairteilen an und plädiert unter anderem für ein Bedingungsloses Grundeinkommen. Sie beteiligte sich daher im Jahr 2012 am BIEN-Kongress, sowie 2013 auch an einer Europäischen Bürgerinitiative, in der die Europäische Kommission aufgefordert wird, Wege zur Einführung eines bedingungslosen Grundeinkommens in Europa zu suchen. „Wir brauchen ein Europa für alle Menschen, kein Europa der Banken und Konzerne“, so der Grundeinkommens-Experte der KAB Matthias Blöcher in diesem Aufruf.

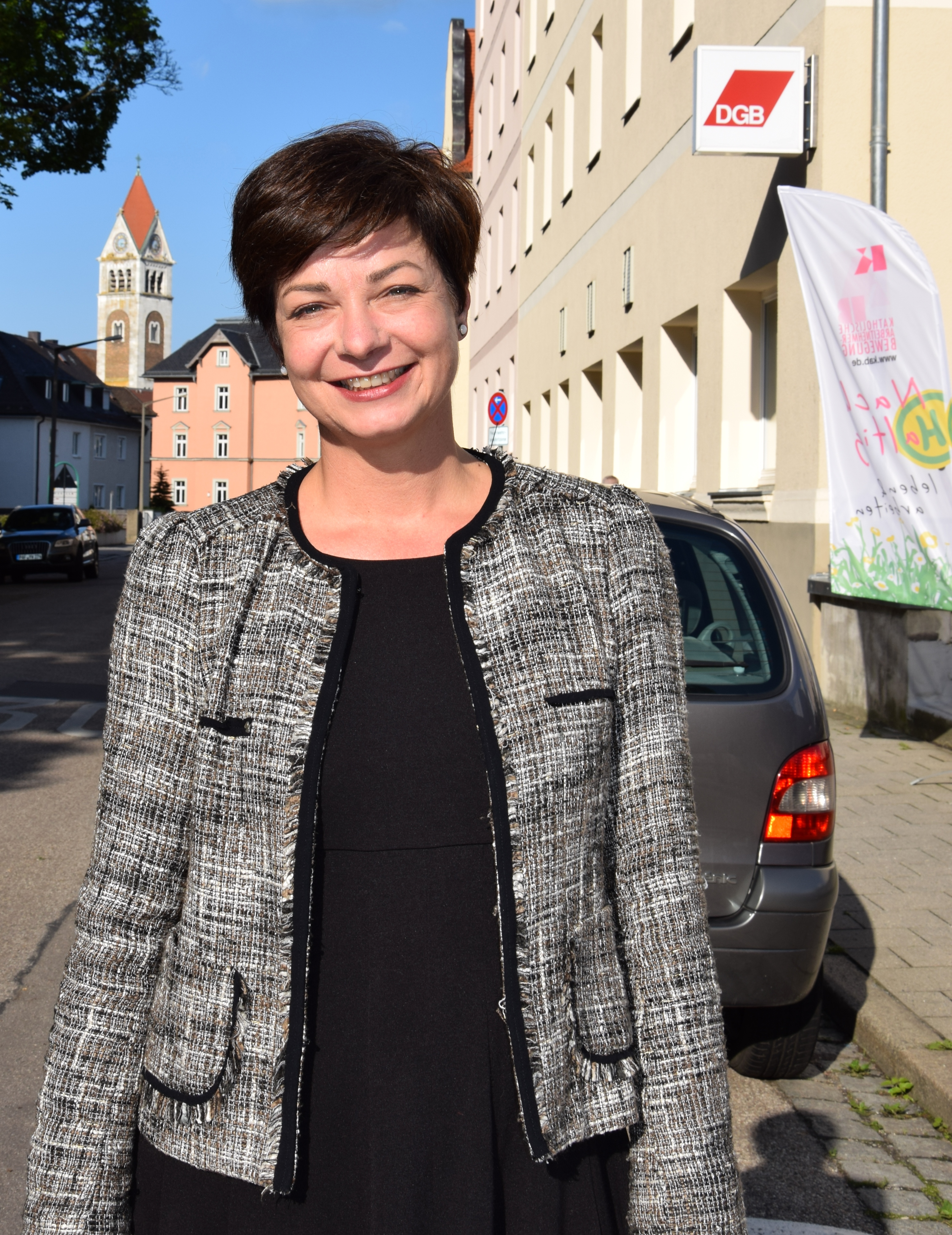
Die ehemalige KAB-Bundesvorsitzende Regina Dolores Stieler-Hinz beim DGB-Empfang zum 99. Deutschen Katholikentag in Regensburg

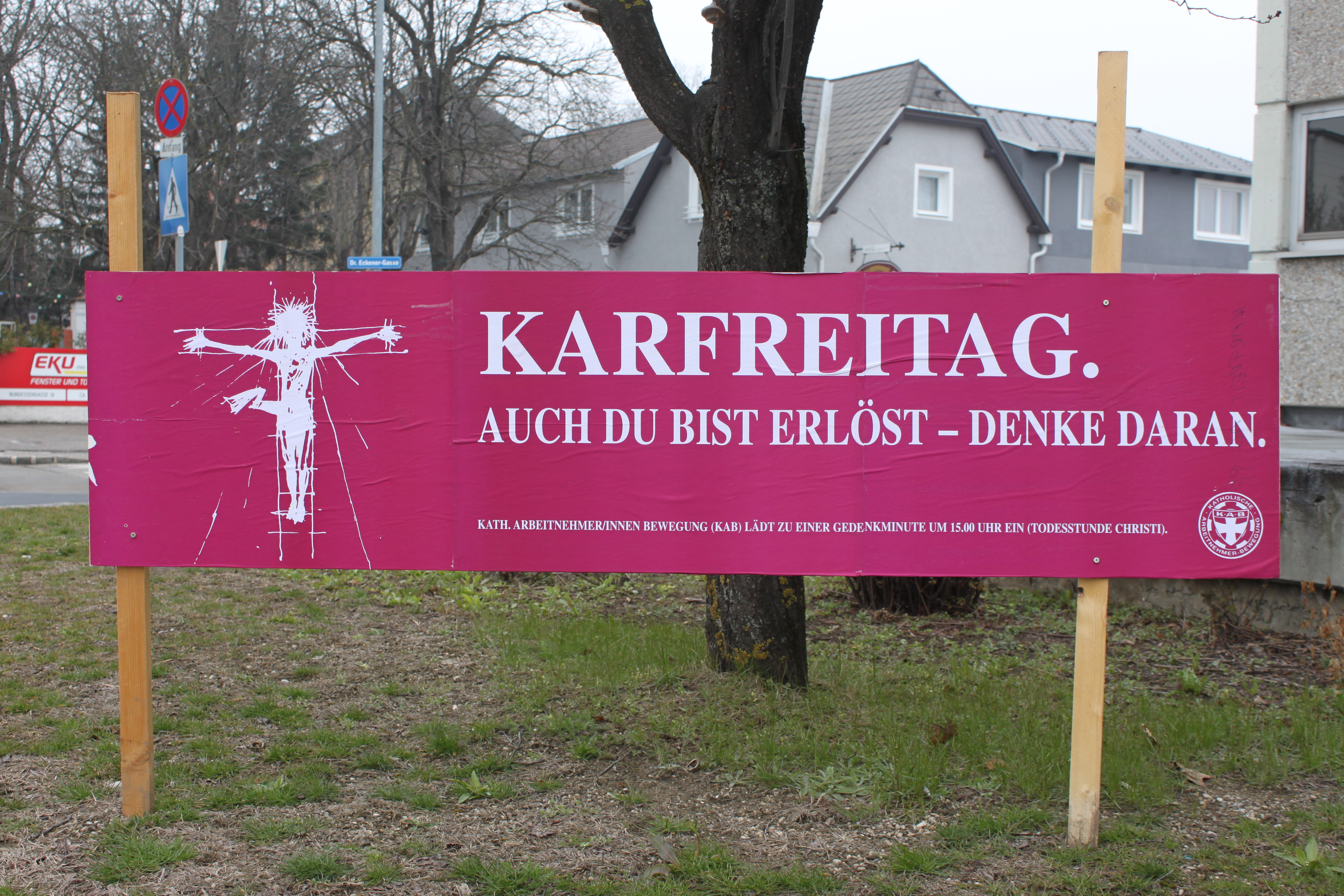
Karfreitag (2013) KAB-Österreich

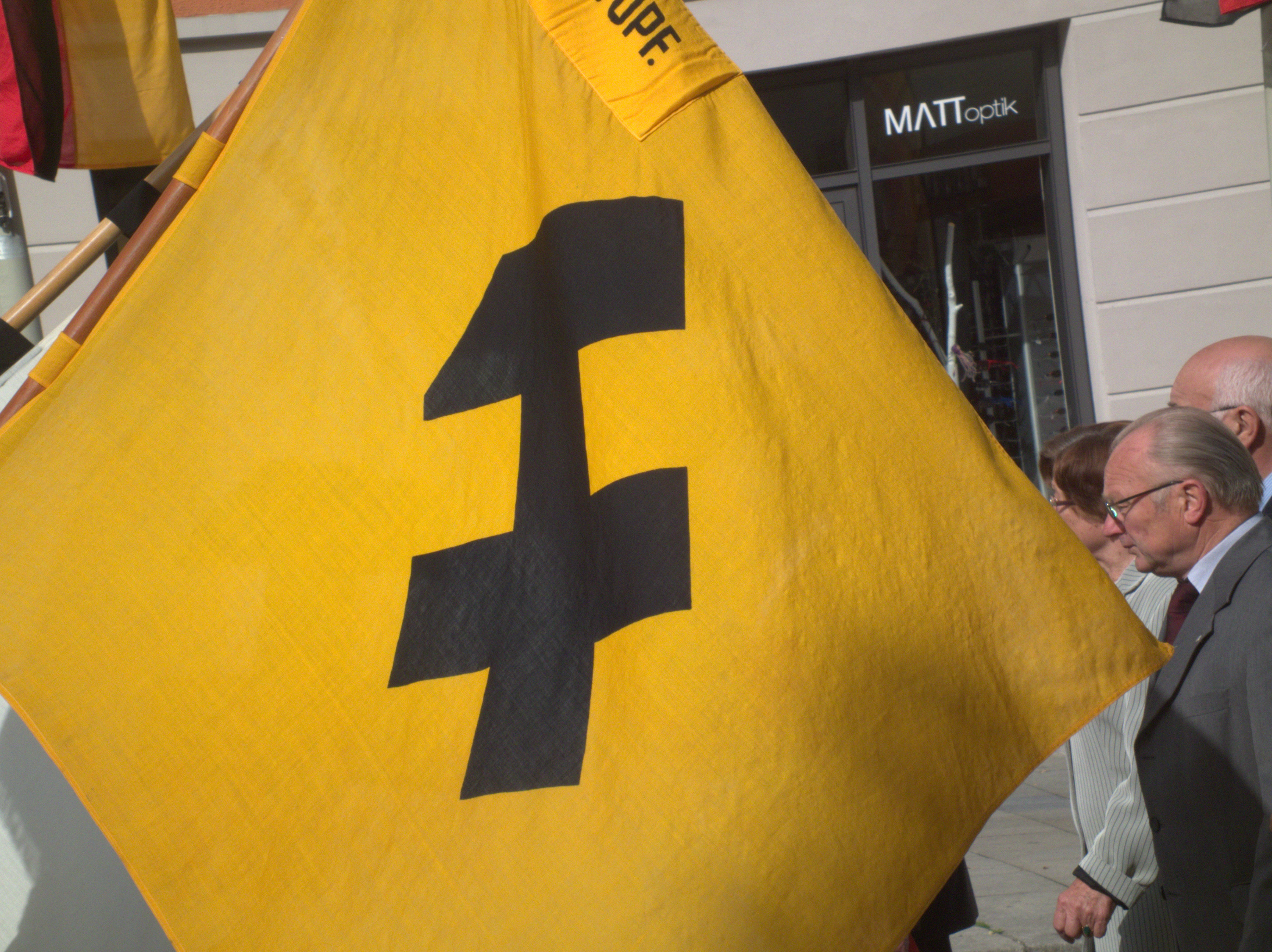
KAB-Fahne

### Struktur und Entwicklung
Die KAB Deutschlands e. V. gliedert sich in Diözesanverbände. Alle KAB-Vereine/Ortsgruppen eines Bistums bilden den Diözesanverband. Derzeit besteht der KAB Deutschlands aus den Diözesanverbänden Aachen, Augsburg, Bamberg, Berlin, Dresden-Meißen, Eichstätt, Erfurt (Meiningen), Essen, Freiburg, Fulda, Görlitz, Hamburg, Hildesheim, Köln, Limburg, Magdeburg (zum 31. Dezember 2019 aufgelöst), Mainz, München und Freising, Münster, Osnabrück, Paderborn, Passau, Regensburg, Rottenburg-Stuttgart, Speyer, Trier sowie Würzburg. Vereine und Ortsgruppen einer Region können einen Bezirksverband bilden. Als Jugendorganisation arbeitet die 1925 eigenständig gegründete CAJ mit der KAB zusammen. Weiterhin ist die Associazioni Cristiane Lavoratori Italiani Germania (ACLI Germania) Mitglied der KAB Deutschlands. 2014 hatte die KAB in Deutschland etwa 125.000 Mitglieder. Seit Oktober 2015 bilden Andreas Luttmer-Bensmann sowie Beate Schwittay den Bundesvorstand der KAB Deutschlands.
Laut einer Studie über die Mitgliederentwicklung war zwischen 2005 und 2012 ein „kontinuierlicher Mitgliederrückgang bei allen Diözesanverbänden“ zu beobachten. Die Neueintritte haben sich in dem beobachteten Zeitraum halbiert, 2012 traten noch 2.100 Neumitglieder bei. Ein Drittel der Mitglieder war älter als 75 Jahre.

### Einrichtungen

#### KAB-Häuser
- Ferien- und Bildungszentrum „Heinrich-Lübke-Haus“, Günne
- Bildungszentrum Menteroda der Katholischen Arbeitnehmerbewegung gGmbH
- kifas gGmbH KAB-Institut für Fortbildung & angewandte Sozialethik, Waldmünchen
- Oswald-von-Nell-Breuning-Haus, Herzogenrath
- Heimvolkshochschule „Gottfried Könzgen“ KAB/CAJ e. V., Haltern am See

#### Ketteler Ferienwerk
Das Ketteler Ferienwerk ermöglicht Mitgliedern günstige Gruppen- und Familienreisen.

#### Weltnotwerk
Das 1960 gegründete Weltnotwerk der KAB bündelte die in vielen Fällen schon seit langem laufenden Hilfsaktionen der Diözesanverbände vor allem in West- und Süddeutschland. Heute ist es das internationale Hilfswerk der KAB und fördert den Auf- und Ausbau katholischer Arbeitnehmerorganisationen und KAB-Bewegungen in der sogenannten „Dritten Welt“.

### Verbandsorgan
Das Verbandsorgan ist die vier Mal jährlich erscheinende Zeitschrift Impuls.

## Österreich
Erste katholische Arbeitervereine, die sich um 1870 im Raum Wien gründeten, können als Vorläufer der KAB in Österreich gesehen werden. Die KAB Österreich wurde dann offiziell am 6./7. April 1951 im Redemptoristenkolleg in Attnang-Puchheim mit dem Namen „Katholische Arbeiterbewegung“ gegründet. Es gab bereits früh eine enge Zusammenarbeit mit der KAJ, welche beispielsweise durch eine gemeinsame Mitgliedskarte und einem gemeinsamen Gebet im Jahr 1969 deutlich wird. Im Januar 1972 erfuhr die Verbandszeitung Neuer Arbeiter einen Umbau und bekam den neuen Titel ZeitZeichen. Das Buch Dokumente – Etappen der katholisch-sozialen Bewegung seit 1850 und 30 Jahre Katholische Arbeitnehmer-Bewegung in Österreich wurde 1980 erstmals herausgegeben und gilt laut Eigendarstellung inzwischen als Standardnachschlagewerk für die Gründungsjahre der KAB Österreichs. Unter dem Motto „Überlasst die Zukunft nicht dem Zufall“ fand im Mai 1985 die 5. Nationale Studientagung der KAB Österreichs mit 200 Teilnehmern im Schloss Seggau statt, auf welcher Stellungnahmen zu Arbeitszeitverkürzung und zum Schutz des Sonntags erarbeitet werden. Zwei Jahre später wurde, mit den Inhalten der Studientagung von 1985, das 4. Grundsatzprogramm der KAB Österreichs beschlossen und veröffentlicht. Im Oktober 1993 änderte die KAB Österreichs ihren Namen zu „Katholische Arbeitnehmer/innen-Bewegung Österreichs“.
Die KAB Österreichs beschreibt sich in ihrem Leitbild vom 13. März 2010 als eine eigenständige Laienbewegung der katholischen Kirche. Ihr wichtigster Grundsatz ist „Wir stellen den Menschen in den Mittelpunkt“, wobei den Benachteiligten und Schwachen ihre besondere Aufmerksamkeit gilt. Die KAB Österreichs sieht ihren Auftrag in der Schaffung eines menschenwürdigen und solidarischen Leben für alle. Es wird eine Tätigkeitsgesellschaft angestrebt, in welcher die drei Felder Erwerbsarbeit, Arbeit im privaten Rahmen und ehrenamtliche Arbeit gleichberechtigt gelten. Ein besonderer Fokus liegt hierbei auf der Bildungsarbeit. Im Leitbild ist festgehalten, dass die KAB Österreichs die Arbeit ihrer Mitglieder und Runden durch Schulung, Beratung, Begleitung und Vernetzung fördert.

## Schweiz
Die erste KAB in der Schweiz wurde in St. Gallen am 29. Januar 1899 als Katholischer Arbeiterverein St.Gallen Dom gegründet. Diese lokale Organisation war Vorbild für die Gründung von weiteren Vereinen und breitete sich so in der ganzen Schweiz aus. Der Aufbau von Selbsthilfegruppen, christlichen Gewerkschaften und Parteien war die katholische Antwort auf die sozialistischen Ideen dieser Zeit. Im Verlauf der Geschichte wandelten sich die Vereine zur Katholischen Arbeitnehmerinnen- und Arbeitnehmer-Bewegung KAB. 1956 wurde das Hilfswerk Brücke der Bruderhilfe gegründet, das heute Brücke • Le pont heißt. Offizielles Verbandsorgan, mit internen Themen wie auch gesellschaftlichen Fragen aus Sicht der christlichen Ethik, ist der Treffpunkt.